# La Hija Natural
La Hija Natural (Love Child) es una película dominicana del 2011, la primera en ser dirigida por una mujer en la República Dominicana, la directora Leticia Tonos. El largometraje fue seleccionada por la Dirección General de Cine de la República Dominicana (DGCINE) para representar al país caribeño en la entrega 84 de los premios Óscar en ese mismo año, aunque no logró la anhelada nominación. Se estrenó el 31 de marzo de 2011.
Esta ópera prima obtuvo varios reconocimientos y premios internacionales entre los que se destacan ¨Mejor Película¨ por el Festival Internacional de Cine y Video de San José, Costa Rica, 2011. También obtuvo el ¨Premio de la Audiencia¨ en el Festival Latino de Chicago y el ¨Conchshell Award¨ como ¨Mejor Película¨ en el Belize Internacional Film Festival, en el 2012.
También participó en la sección especial ¨Retrospectiva del Cine Dominicano¨ en Festival Internacional del Nuevo del Nuevo Cine Latinoamericano de La Habana en 2011 en la que se presentaron más de 20 películas y cortometrajes de la República Dominicana.
La película tiene el mérito de ser la primera coproducción entre la República Dominicana y Puerto Rico

## Sinopsis
Después de que su madre muere en un accidente, María (Julietta Rodríguez) de 18 años de edad decide buscar el padre (Víctor Checo) que nunca conoció, encontrándolo en una vieja casa de una descuidada plantación de banano, con un enigmático haitiano llamado Montifá (Gastner Legerme) como su única compañía. Al no tener a nadie más en el mundo, ella no tiene otra opción que vivir con este anciano recientemente viudo y teniendo que enfrentar a los fantasmas del pasado.

## Reparto
- Julietta Rodríguez como (María).
- Andrés Ramos como (Justiniano).
- Víctor Checo como (Joaquín).
- Frank Perozo como (Rubí).
- Dionis Rufino como (Mélido).
- Gastner Legerme como (Polo Montifá).
- Kalent Zaiz como  (Juana).
- Jochy Santos como (Cura).
- Vickiana como (Pura)
- Natacha García Frias (Dña. Emilia).

## Premios
- Audience Choice Award, Festival Latino de Chicago, 2011.
- Festival Internacional de Cine y Video San José Costa Rica, 2011.
- Conchshell Award, Best Film en el Belize Internacional Film Festival 2012.

## Lista de Referencias
1. ↑  «Love Child, IMDb».
2. ↑  Diario, Listin (8 de octubre de 2011). «Academia de Hollywood acepta película de RD para participar en premios Oscar». listindiario.com. Consultado el 6 de diciembre de 2016.
3. ↑  «Filme caribeño se coronó en el Festival de Cine San José». Consultado el 6 de diciembre de 2016.
4. ↑  «Retrospectiva del cine dominicano en La Habana». www.diariolibre.com. Consultado el 6 de diciembre de 2016.
5. ↑  «Presentan nueva película de Leticia Tonos, Cristo Rey». El Nuevo Diario. Consultado el 8 de diciembre de 2016.

- Datos: Q6466199